# Бруант білогорлий
Бруант білогорлий (Zonotrichia albicollis) — вид горобцеподібних птахів родини Passerellidae, поширений в Північній Америці.

## Опис
Цей птах досягає 17 см завдовжки та має розмах крил до 23 см. Зазвичай важить близько 26 г. Існують дві варіації забарвлення: бежово-смугаста і біло-смугаста. В особин біло-смугастої форми чорна «корона» і центральна біла смужка та білі «вії». Райони вух сірі, з чорною лінією зверху. Бежово-смугаста форма відрізняється тим, що має буру корону і бежову центральну смужку та «вії», вушні області сірі або світло-коричневі, з бурою лінією зверху. Очі в обох форм темно-каштанові, горло біле, дзьоб сірий. Деякі особини мають темні поздовжні смужки навколо горла. Груди сірі або бежові.

## Поведінка

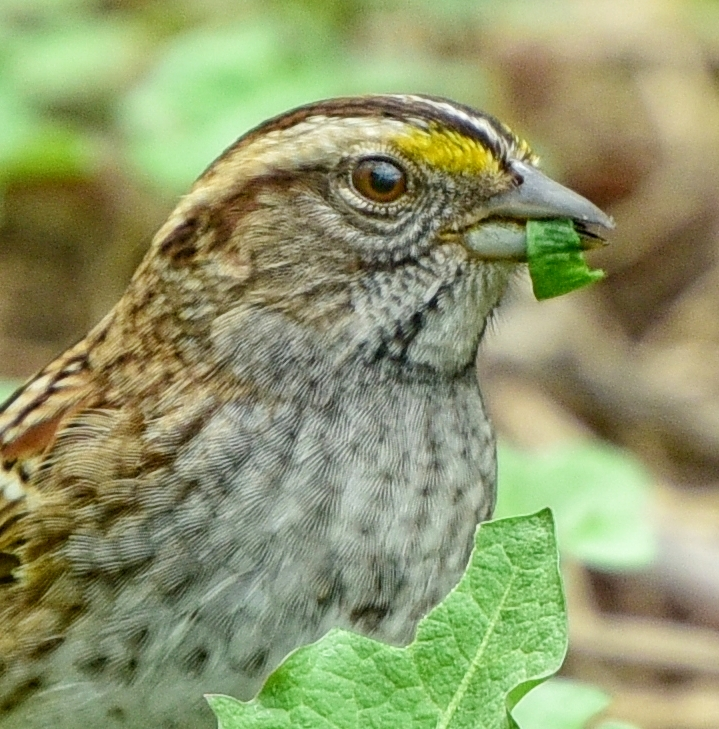
Бруант бежово-смугастої морфи смакує «салаткою» з кульбаби

Наявність двох біоморф бруанта білогорлого зумовлена генетично. В природі птахи практично завжди спарюються з особинами протилежної морфи. Цікаво, що самці віддають перевагу біло-смугастим самицям, у той час як самиці — навпаки, воліють бежово-смугастих самців. В той же час особини біло-смугастої форми — і самці й самиці — у час спарювання більш агресивні, і тому «виграють» бажаного партнера. Спостереження показують, що самці активно захищають гніздову територію від конкурентів, виганяючи їх за межі. Гнізда будують близько від поверхні у купах хмизу, сплетеній траві чи під листям. У разі втрати кладки, пара може влаштувати гніздо високо в гілках дерев. В негніздовий період агресивність проявляється менше, і обидві морфи співіснують у зграях, зберігаючи певну ієрархію..